# Leluthia postfurcalis
Leluthia postfurcalis är en stekelart som beskrevs av Sergey A. Belokobylskij och Maeto 2006. Leluthia postfurcalis ingår i släktet Leluthia och familjen bracksteklar. Inga underarter finns listade i Catalogue of Life.